# Une somme de détails
Albums de Mass Hysteria
Mass Hysteria
(2005) Failles
(2009)
Une somme de détails est le 5e album studio du groupe de metal industriel français Mass Hysteria sorti le 26 Mars 2007.

L'album s'est vendu à 15 000 exemplaires environ.

Il s'agit du dernier album avec Olivier Coursier à la guitare et aux samples. Il fut remplacé par Nicolas Sarrouy sur la tournée.
Quelques jours avant sa sorie, 3 titres de l'album avaient été dévoilés sur le myspace du groupe.

## Liste des morceaux
1. Des nouvelles du ciel - 3:25
2. Babylone - 3:25
3. Une somme de détails - 2:51
4. Killing the hype (ruff style!) - 3:14
5. Échec - 3:54
6. L'Espoir fou - 3:13
7. Nous sommes bien - 3:21
8. Je ressens - 3:52
9. Regarde le monde - 3:16
10. Se lover dans les flammes - 3:32
11. Mon horizon - 2:12
12. Une joie kamikaze - 2:39
13. Briller pour toi (Featuring Manu Monet) - 3:47

## Crédits
- Mouss Kelai — chant
- Yann Heurtaux — guitare
- Olivier Coursier — guitare et samples
- Stéphan Jaquet — basse
- Raphaël Mercier — batterie